# Friedrich Kochhann
Friedrich Heinrich Eduard Kochhann (né le 11 mai 1805 à Berlin, mort le 11 février 1890 dans la même ville) est un homme politique berlinois.

## Biographie
Kochhann est en 1830 un jeune maître-boulanger quand il devient président de la commission des pauvres de Luisenstadt. En 1839, il entre dans l'administration de la ville. Son entourage politique est comme beaucoup de libéraux de l'époque dans des cercles protestants comme les Amis de la Lumière. Après son retrait de la politique, il est fait citoyen d'honneur de la ville pour sa contribution aux espaces verts comme les allées d'arbres des avenues ou à la clinique de Friedrichshain (de).
Kochhann est enterré dans le caveau familial au cimetière de Luisenstadt, qui sera décoré par l'architecte Eduard Fürstenau (de), l'époux d'une de ses petites-filles.
Depuis 1902, une rue de Berlin-Friedrichshain porte son nom.